# Ariamnes makue
Ariamnes makue es una especie de arácnido del orden de la arañas (Araneae) y de la familia Theridiidae. Originaria de Oahu en Hawái.

## Etimología
Su nombre hace referencia al color oscuro de su abdomen.

## Hábitat
A. makue se encuentra en bosques húmedos en la isla de Oahu.
La especie parece ser en gran parte de vida libre, pero se ha encontrado en las telarañas de Orsonwelles.